# Игнатий (Пунин)
Монах Игна́тий (в миру Игорь Иванович Пунин; род. 17 апреля 1973, Брянск) — бывший архиерей Русской православной Церкви. Лишён священного сана 25 июля 2024 года. К моменту лишения сана находился на покое. Правящий архиерей Минусинской епархии (2023—2024) и Выборгской епархии (2013—2023). Председатель Синодального отдела по делам молодёжи (2010—2017).
Тезоименитство: 11 февраля (священномученика Игнатия Богоносца).

## Биография
Родился 17 апреля 1973 года в городе Брянске в семье рабочих. В 1990 году окончил среднюю школу № 46 города Брянска.
В 1990 году поступил на 1-й курс Смоленского межъепархиального духовного училища, вскоре преобразованного в Смоленскую духовную семинарию, которое он окончил в 1995 году по первому разряду.
С ноября 1993 года работал в должности референта председателя отдела внешних церковных сношений Московского патриархата. За время работы в ОВЦС неоднократно входил в состав официальных делегаций, направлявшихся в Грецию, Иран, Литву, Польшу, Германию, Израиль, Италию, Испанию, на Кубу, в Канаду.
23 марта 1998 года митрополитом Смоленским и Калининградским Кириллом пострижен в иночество с именем Игнатий в честь священномученика Игнатия Богоносца. 7 апреля в Успенском кафедральном соборе Смоленска также митрополитом Кириллом он был рукоположён во иеродиакона, а 7 апреля 1999 года — во иеромонаха.
С 1 января 1999 года — секретарь Смоленской епархии. В сентябре 1999 года назначен настоятелем восстанавливавшегося храма Иоанна Предтечи при Смоленском духовном училище.
23 мая 2001 года назначен настоятелем строившегося в Смоленске храма в честь новомучеников и исповедников Российских.
С 2002 года — руководитель Духовного православного центра на базе прихода храма в честь новомучеников и исповедников Российских, включающего в себя воскресные школы для детей и взрослых, детей-инвалидов, библиотеку, спортивный комплекс и компьютерный класс.
К празднику Пасхи 2003 года патриархом Московским и всея Руси Алексием II удостоен сана игумена.
20 апреля 2005 года на заседании Священного синода Русской православной церкви игумен Игнатий был избран епископом Вяземским, викарием Смоленской епархии. 2 мая в кафедральном Успенском соборе митрополитом Смоленским и Калининградским Кириллом он был возведён в сан архимандрита. 6 июля в Крестовом храме во имя Всех святых, в земле Российской просиявших, патриаршей и синодальной резиденции Свято-Данилова монастыря был совершён чин наречения архимандрита Игнатия во епископа Вяземского. 7 июля в храме Христа Спасителя состоялось его архиерейское рукоположение, которое совершили патриарх Алексий II, митрополит Крутицкий и Коломенский Ювеналий (Поярков), митрополит Смоленский и Калининградский Кирилл (Гундяев), митрополит Калужский и Боровский Климент (Капалин), архиепископ Берлинский и Германский Феофан (Галинский), архиепископ Тверской и Кашинский Виктор (Олейник), архиепископ Майкопский и Адыгейский Пантелеимон (Кутовой), архиепископ Верейский Евгений (Решетников), архиепископ Орехово-Зуевский Алексий (Фролов), епископ Зарайский Меркурий (Иванов), епископ Ставропольский и Владикавказский Феофан (Ашурков), епископ Балтийский Серафим (Мелконян), епископ Венский и Австрийский Иларион (Алфеев), епископ Егорьевский Марк (Головков).
31 октября 2006 года в Московской духовной академии защитил дипломную работу на тему: «Дискуссия о восприемничестве в России» по кафедре церковно-практических дисциплин.
31 марта 2009 года на первом заседании Священного синода под председательством новоизбранного патриарха Кирилла назначен епископом Бронницким, викарием патриарха Московского и всея Руси. 9 апреля указом патриарха Кирилла назначен настоятелем храма Рождества Иоанна Предтечи на Пресне города Москвы.
6 октября 2010 года постановлением Священного синода назначен председателем Синодального отдела по делам молодёжи.
22 марта 2011 года решением Священного синода назначен членом Высшего церковного совета Русской православной церкви по должности (как председатель Синодального отдела по делам молодёжи).
Распоряжением патриарха Кирилла от 31 декабря 2011 года назначен управляющим Западным викариатством в границах Западного административного округа города Москвы и временно управляющим Восточным викариатством в границах Восточного административного округа города Москвы и включён в состав Епархиального совета города Москвы по должности.
Решением Священного синода от 12 марта 2013 года определено преосвященному епископу Игнатию быть епископом Выборгским и Приозерским — правящим архиереем вновь возобновлённой епархии, входящей в состав Санкт-Петербургской митрополии. 16 марта освобождён от управления Восточным викариатством города Москвы и переназначен временным управляющим Западным викариатством города Москвы.
28 октября 2015 года освобождён от должности настоятеля храма Рождества Иоанна Предтечи на Пресне города Москвы и назначен настоятелем храмов Патриаршего подворья в Крутицах города Москвы.
29 октября 2015 года распоряжением патриарха освобождён от временного управления Западным викариатством города Москвы.

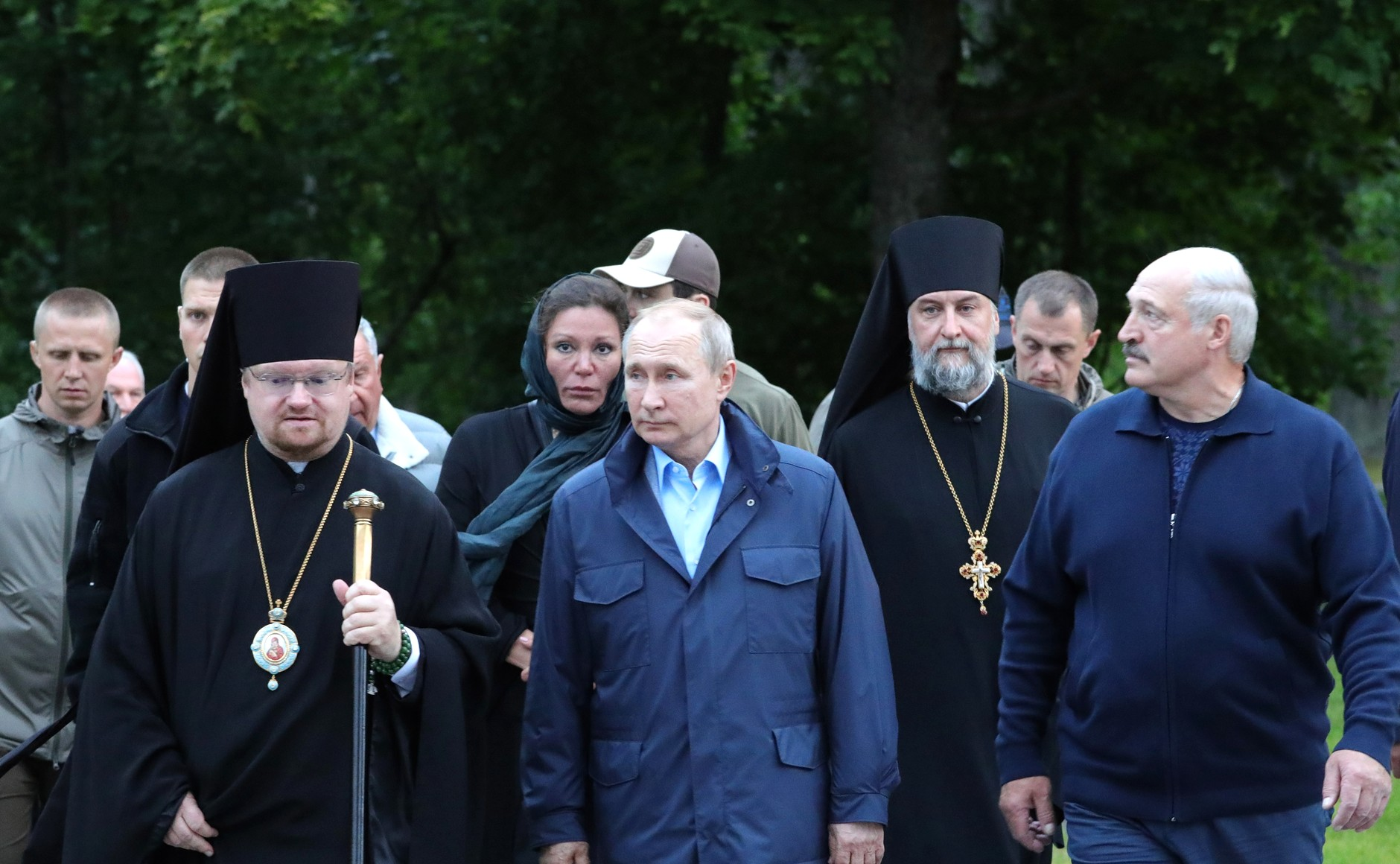
С президентом России Владимиром Путиным и президентом Белоруссии Александром Лукашенко, 17 июля 2019 года

4 мая 2017 года решением Священного синода РПЦ освобождён от должности председателя Синодального отдела по делам молодёжи. В связи с этим 22 мая указом патриарха Кирилла освобождён от обязанностей настоятеля храма Успения Пресвятой Богородицы — патриаршего подворья на Крутицах города Москвы с выражением благодарности за понесённые труды.
24 августа 2023 года решением Священного Синода РПЦ освобождён от управления Выборгской епархией и назначен епископом Минусинским и Курагинским.
13 февраля 2024 года в связи с нахождением под церковным судом решением патриарха Кирилла освобождён от управления Минусинской епархией.
19 июля 2024 года Высший общецерковный суд рассмотрел в соответствии с пунктом 1 статьи 28 Положения о Церковном суде Русской православной церкви дело по обвинению епископа Игнатия (Пунина) в совершении церковных правонарушений и вынес решение: «В связи с изложенным признать, что по духу и букве перечисленных канонов епископ Игнатий (Пунин) подлежит извержению из священного сана». 25 июля 2024 года Священный Синод РПЦ постановил: «Извергнуть епископа Игнатия (Пунина) из священного сана, определив ему место пребывания для несения покаянных трудов в монашеском звании в Нижегородской епархии по усмотрению Преосвященного митрополита Нижегородского и Арзамасского Георгия и под его надзором».

## Награды
- Медаль ордена «За заслуги перед Отечеством» II степени (22 ноября 2023 года) — за вклад в сохранение и развитие духовно-нравственных традиций, многолетнюю плодотворную деятельность[17].
- Орден преподобного Сергия Радонежского III степени (17 апреля 2013 года) — во вниманию к служению и в связи с 40-летием со дня рождения[18]
- Орден благоверного князя Даниила Московского III степени (17 апреля 2023 года) — во вниманию к заслугам и в связи с 50-летием со дня рождения[19]
- «Орден почёта Кузбасса» (25 июля 2014 года)[20]
- Знак отличия Ленинградской области «За вклад в развитие Ленинградской области» (1 августа 2018 года)[21]